# Estripagecs

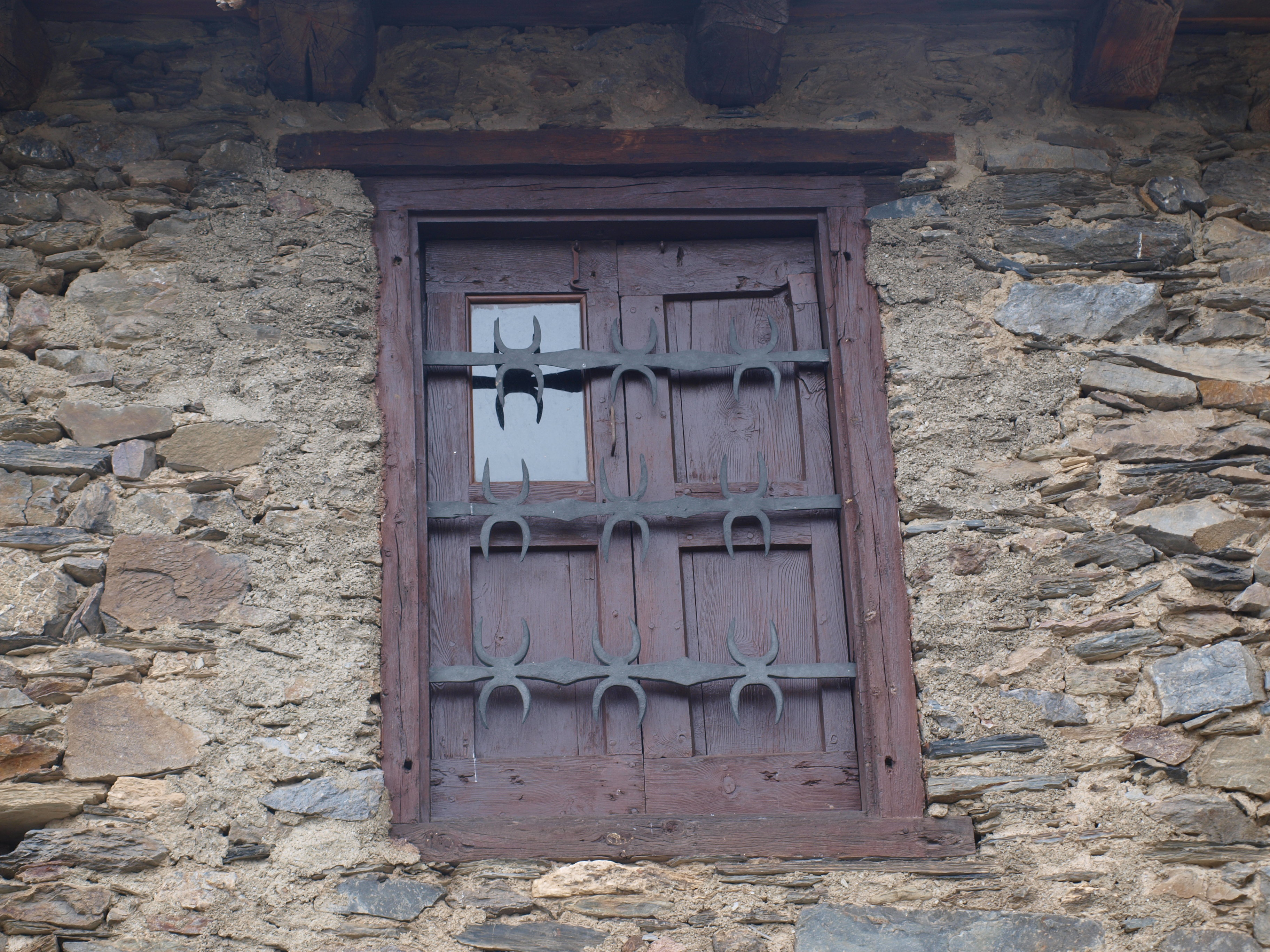
Estripagecs sur une maison traditionnelle (Casa Rull à La Massana)

Les estripagecs sont des grilles métalliques placées au fenêtres des maisons maisons traditionnelles de l'Andorre et de certaines parties des Pyrénées dont les barreaux comportent des pointes irrégulières de manière à empêcher les voleurs ou les animaux de pénétrer à l'intérieur. 
Le terme estripagecs signifie littéralement en catalan « étripe-vestes ». En hommage à cet élément typique de l'architecture vernaculaire traditionnelle de l'Andorre, la paroisse d'Ordino a fait installer des sculptures géantes représentant des estripagecs dans le parc naturel de Sorteny mais également sur les sommets emblématiques de la paroisse (pic de Casamanya, pic de Cataperdís, pic de l'Estanyó, pic de Font Blanca, pic de Serrère et pic de Tristaina.